# Van Wert (Iowa)
Van Wert ist eine Kleinstadt (mit dem Status „City“) im Decatur County im US-amerikanischen Bundesstaat Iowa. Das U.S. Census Bureau hat bei der Volkszählung 2020 eine Einwohnerzahl von 178 ermittelt.

## Geografie
Van Wert liegt im Süden Iowas, rund 35 km nördlich der Grenze zum Nachbarstaat Missouri. Der die Grenze zu Nebraska bildende Missouri River fließt rund 190 km westlich; rund 220 km östlich bildet der Mississippi die Grenze Iowas zu Illinois.
Die geografischen Koordinaten von Van Wert sind 40°49′38″ nördlicher Breite und 93°36′26″ westlicher Länge. Die Stadt erstreckt sich über eine Fläche von 0,88 km² und ist die größte Ortschaft innerhalb der Long Creek Township.
Nachbarorte von Van Wert sind Osceola (21,2 km nördlich), Weldon (8,4 km nordöstlich), Le Roy (19,3 km östlich), Garden Grove (20,6 km ostsüdöstlich), Leon (17,3 km südsüdöstlich), Decatur City (17,6 km südsüdwestlich) und Grand River (19,6 km westsüdwestlich).
Die nächstgelegenen größeren Städte sind Iowas Hauptstadt Des Moines (96 km nordnordöstlich), Cedar Rapids (276 km nordöstlich), Iowa City (260 km ostnordöstlich), die Quad Cities in Iowa und Illinois (336 km in der gleichen Richtung), Peoria in Illinois (408 km östlich), Illinois’ Hauptstadt Springfield (439 km ostsüdöstlich), St. Louis in Missouri (499 km südöstlich), Kansas City in Missouri (216 km südsüdwestlich), Nebraskas größte Stadt Omaha (229 km westnordwestlich) und Sioux City (368 km nordwestlich).

## Verkehr
Der Interstate Highway 35, der hier die kürzeste Verbindung von Des Moines nach Kansas City bildet, verläuft in Nord-Süd-Richtung entlang des Westrandes von Van Wert. Parallel dazu verläuft der U.S. Highway 69 am östlichen Stadtrand. Alle weiteren Straßen sind untergeordnete Landstraßen, teils unbefestigte Fahrwege sowie innerörtliche Verbindungsstraßen.
Mit dem Lamoni Municipal Airport befindet sich 32 km südsüdwestlich ein kleiner Flugplatz. Der nächste Verkehrsflughafen ist der Des Moines International Airport (84 km nördlich).

## Bevölkerung
Nach der Volkszählung im Jahr 2010 lebten in Van Wert 230 Menschen in 101 Haushalten. Die Bevölkerungsdichte betrug 261,4 Einwohner pro Quadratkilometer. In den 101 Haushalten lebten statistisch je 2,28 Personen.
Ethnisch betrachtet setzte sich die Bevölkerung zusammen aus 96,1 Prozent Weißen sowie 2,2 Prozent amerikanischen Ureinwohnern; 1,7 Prozent stammten von zwei oder mehr Ethnien ab. Unabhängig von der ethnischen Zugehörigkeit waren 1,3 Prozent der Bevölkerung spanischer oder lateinamerikanischer Abstammung.
20,9 Prozent der Bevölkerung waren unter 18 Jahre alt, 57,8 Prozent waren zwischen 18 und 64 und 21,3 Prozent waren 65 Jahre oder älter. 53,9 Prozent der Bevölkerung waren weiblich.
Das mittlere jährliche Einkommen eines Haushalts lag bei 34.688 USD. Das Pro-Kopf-Einkommen betrug 15.866 USD. 16,9 Prozent der Einwohner lebten unterhalb der Armutsgrenze.